# Манукау Хедс
Манукау Хедс (англ. Manukau Heads, Головы Манукау) — два мыса, которые образуют вход в гавань Манукау — одну из двух гаваней Окленда в Новой Зеландии. Южная вершина на северной оконечности полуострова Авиту называется просто «Южная вершина», тогда как северная вершина называется «Бернетт-Хед» (название «Северная вершина» используется для обозначения мыса в соседней гавани Вайтемата). Оба мыса представляют собой холмистые участки земли, которые круто поднимаются от воды на высоту более 240 м в пределах менее 400 м от береговой линии.

## География
Через устье гавани проходит ярко выраженная песчаная коса, которая изначально ограничивала судоходство в гавани, поскольку прибывавшие в этот район европейские суда имели недостаточно малую осадку, чтобы пройти через такое мелководье. Это обстоятельство (которое ограничивало эффективный максимальный размер корабля приблизительно 1000 тоннами в досовременные времена) не было препятствием в прошлом для успешной доставки в порты в гавани, но в конечном итоге привело к тому, что гавань Вайтемата стала предпочтительной в сравнении с гаванью Манукау при выборе места для устройства порта.
Самая страшная морская катастрофа в Новой Зеландии произошла недалеко от берега в 1863 году, когда судно HMS Orpheus село на мель на песчаной косе Манукау и затонуло, унеся жизни 189 человек. Этот район остается опасным для плавсредств: в 2005 и 2010 годах погибло по одному человеку, когда прогулочные суда перевернулись или затонули возле песчаной косы.
Песчаную косу в гавани Манукау впервые пересекла на лодке для серфинга команда из Клуба спасателей серфингистов Пиха, которая в 1992 году прошла от Онехунги до Пихи более пяти часов при сильных волнах и сильном ветре, поймав нарастающие волны, закрывающие северный канал, и после попытки поймать «меньшую» волну потеряла свою лодку, разбитую о берег волной.

## Археология
Коллекция Брамбли в Оклендском музее была названа самой важной коллекцией артефактов маори в регионе Окленд. Они собраны при археологических раскопках Мататуаху у подножия скал Саут-Хед.